# Amarantine (sang)
"Amarantine" er en sang af den irske musiker Enya, der kommer fra hendes album af samme navn. Ordet kommer fra oldgræsk og betyder "evig" eller "udødelig" (det samme som i amarant-blomsten). Singlen blev udgivet i Storbritannien d. 5. december 2005.
Der blev udgivet adksillige versioner af "Amarantine", hvor nogle indeholdt tre spor, og nogle ikke indeholdt nummeret "Spaghetti Western". I nogle områder udgav Reprise både en "Part I"-single der indeholdt "Amarantine" og "The Comb of the Winds" og en "Part II"-single der indeholdt alle tre numre.
"Spaghetti Western Theme" er et atypisk Enya-nummer, der er arrangeret i samme stil som Ennio Morricones værker til film som A Fistful of Dollars og The Good, the Bad and the Ugly. En tidligere uudgivet udgave fra The Celts-soundtracket fra 1986 blev også udgivet. Enya udgav den til minde om BBC's producer Tony McAuley og hun optrådte med sangen i Live! with Regis and Kelly og The Early Show.

## Spor
| #  | Titel                                    | Længde |
| -- | ---------------------------------------- | ------ |
| 1. | "Amarantine (single version)"            | 3:07   |
| 2. | "The Comb of the Winds"                  | 3:39   |
| 3. | "Spaghetti Western Theme from The Celts" | 1:57   |

French CD single
1. "Amarantine" (album version)
2. "Boadicea" (single version)
3. "Orinoco Flow"

## Hitlister
| Hitliste(2005)                               | Højeste placering |
| -------------------------------------------- | ----------------- |
| Austrian Singles Chart                       | 28                |
| French Singles Chart                         | 13                |
| German Singles Chart                         | 47                |
| Irish Singles Chart                          | 48                |
| Italian Singles Chart                        | 42                |
| Japan Oricon Weekly Singles Chart            | 71                |
| Swiss Singles Chart                          | 36                |
| UK Singles Chart                             | 53                |
| U.S. Billboard Hot Adult Contemporary Tracks | 12                |
| U.S. Billboard Hot Single Sales              | 10                |